# Fiat 850 Coupé Abarth 2000 OT
La Fiat-Abarth 2000 OT è una vettura da competizione realizzata dalla Abarth nel 1966.

## Sviluppo
La vettura, derivata dalla Fiat 850 Coupé, venne costruita per essere impiegata nelle gare di tipo endurance. Ciò ne determinò la scelta della configurazione coupé, in quanto non solo aumentava l'aerodinamicità del design, ma permetteva anche di proteggere il pilota dalla condizioni climatiche.
Venne realizzata in 5 esemplari tuttora esistenti.

## Tecnica
L'allestimento del mezzo venne curato da Mario Colucci. Come propulsore impiega un 4 cilindri in linea dalla potenza di 185 CV DIN a 7600 giri abbinato a due carburatori Weber 45 DC0E/9 e gestito da un cambio manuale Tipo 139 a cinque rapporti. Tutto ciò permette una velocità massima di 240 km/h. Il telaio è in lamiera scatolata saldata elettricamente, mentre le sospensioni anteriori sono formate da bracci oscillanti, barre stabilizzatrici e ammortizzatori idraulici telescopici nella sezione anteriore e quelle posteriori sono composte da bracci tubolari, molle ad elica ed ammortizzatori idraulici telescopici. I cerchi sono in magnesio. Il peso a vuoto della vettura supera di poco i 7 quintali.